# Jonathan Paget
Jonathan Paget (Warkworth, 17 de noviembre de 1983) es un jinete neozelandés que compitió en la modalidad de concurso completo.
Participó en dos Juegos Olímpicos de Londres 2012, obteniendo una medalla de bronce en la prueba por equipos (junto con Jonelle Richards, Caroline Powell, Andrew Nicholson y Mark Todd).

## Palmarés internacional
| Juegos Olímpicos | Juegos Olímpicos      | Juegos Olímpicos  | Juegos Olímpicos |
| Año              | Lugar                 | Medalla           | Categoría        |
| ---------------- | --------------------- | ----------------- | ---------------- |
| 2012             | Londres (Reino Unido) | Medalla de bronce | Por equipos      |